# Stråmussling
Stråmussling (Melanotus phillipsii) är en svampart som först beskrevs av Berk. & Broome, och fick sitt nu gällande namn av Rolf Singer 1973. Melanotus phillipsii ingår i släktet Melanotus och familjen Strophariaceae.   Inga underarter finns listade i Catalogue of Life.
I den svenska databasen Dyntaxa används istället namnet Psilocybe phillipsii för samma taxon.  Arten är reproducerande i Sverige.